# Bruistablet

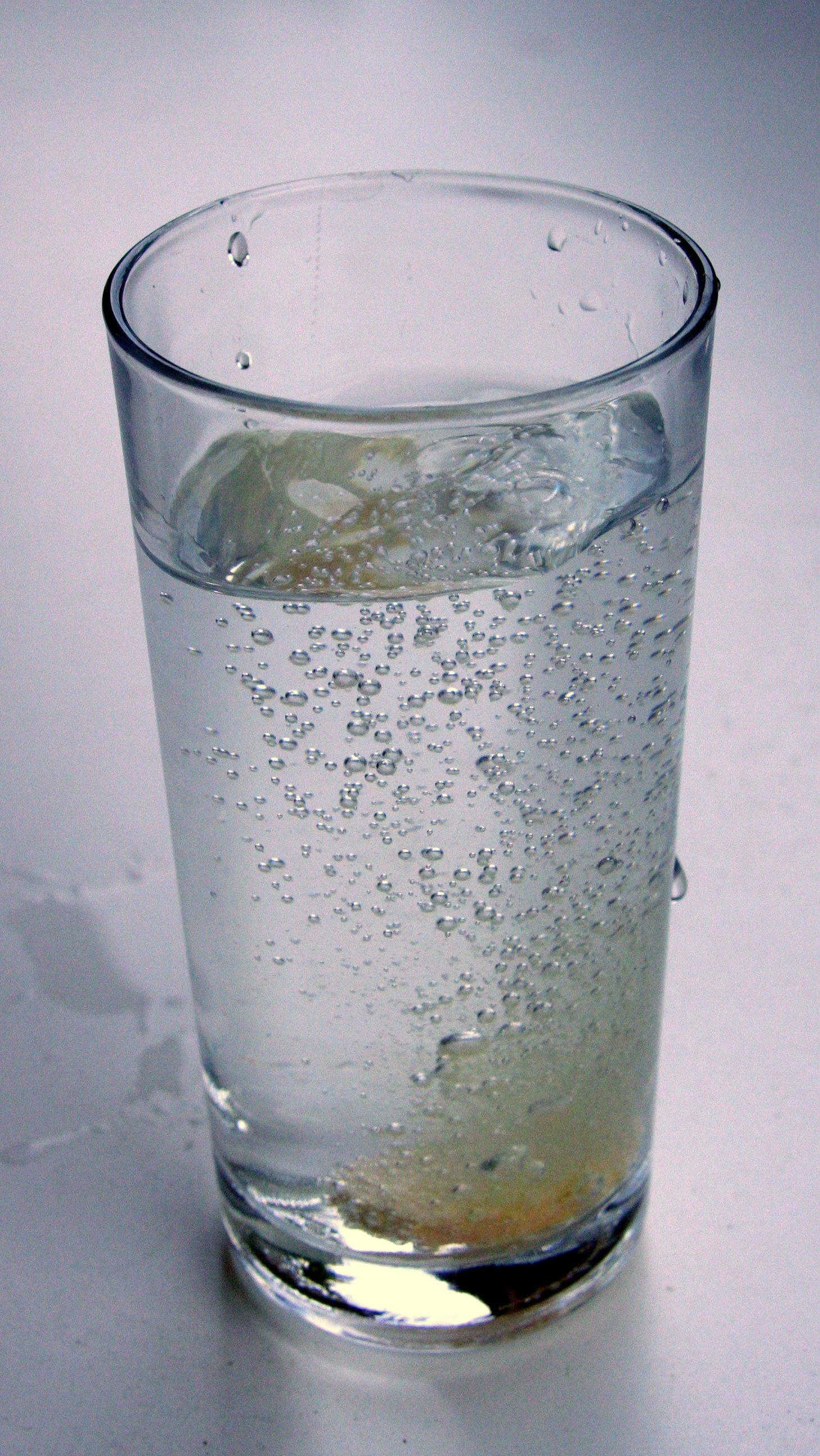
Bruistablet

Een bruistablet is een pil die bruisend oplost in water doordat een van de bestanddelen gasbellen vormt na contact met water.
Deze tabletten worden gemaakt door een vast bicarbonaat en een vast zuur, zoals citroenzuur, samen te persen. Wanneer de bruistablet in water gebracht wordt, lossen beide producten op en ontstaat door de aanzuring koolstofdioxidegas.